# 松本有紗
松本 有紗（まつもと ありさ、1997年（平成9年）1月13日 - ）は、日本の元タレント。かつてはセント・フォース（スプラウト）、ホリプロに所属していた。

## 経歴
桜蔭中学校・高等学校卒業。東京大学農学部生命化学・工学専修卒業。東京大学大学院農学生命科学研究科応用生命化学専攻修士課程修了（土壌圏科学研究室）。ミス東京大学（2017年度）。テレビ朝日公式ウォッチガール。
2020年4月1日、Twitterにて2020年2月20日に結婚したこと、セント・フォースからホリプロへ移籍したことを報告した。修士号を取得したため、博士課程に進学せず芸能活動に専念することを決意した。
2022年4月をもって当時担当していたレギュラー番組をすべて降板し、翌5月には当時所属していたホリプロの公式ホームページから公式プロフィールが削除された。
2022年9月18日にTBSテレビで放送された番組「THEプラチナリスト」の「ミス東大グランプリ 歴代14年分を追跡」という企画で番組側から取材を申し込まれたものの、これを断っている。

## 人物
- 東京大学でのサークル活動は、K-POPのコピーダンス「STEP」に所属していた。
- トイプードルの「どん」ちゃんを飼っている。
- スノーボールがたまに無性に食べたくなる。
- 身長：158cm
- 趣味：美味しいもの探し、散歩、お笑い鑑賞、料理、カメラ
- 特技：手芸、ダンス。
- 23歳での学生結婚は「何か恋愛とかが面倒くさくて、早く落ち着きたい」と思ったことから決意した[4]。

## 主な出演番組

### テレビ番組
- 橋下徹の即リプ! （AbemaTV）
- 踊る!さんま御殿!!（日本テレビ、2018年2月27日）
- くりぃむクイズ ミラクル9 （テレビ朝日）
- 超難解!?明日話したくなる神授業（BSフジ）
- 潜在能力テスト（フジテレビ）
- 水曜日のニュース・ロバートソン（BSスカパー!）
- ビジネスクリック（TBSテレビ、2018年3月 - 2019年3月）金曜日担当
- 知られざるガリバー〜エクセレントカンパニーファイル〜（テレビ東京）
- おはスタ（テレビ東京）
- 株式会社ニシノコンサル（ABEMA）
- クイズプレゼンバラエティー Qさま!!（テレビ朝日）
- ネプリーグ（フジテレビ）
- MY BEST WAY（BSテレビ東京、2019年9月17日・24日）
- しながわEYE（ケーブルテレビ品川、2021年4月 - 2022年6月）
- 堀潤モーニングFLAG（TOKYO MX、2021年4月8日 - ）コメンテーターZ

### ラジオ
- オレたちゴチャ・まぜっ!〜集まれヤンヤン〜（MBSラジオ）
- FAV FOUR（FM NACK5　月曜・水曜 20:00 - 23:00）（2021年4月5日 - 2022年4月27日）

### その他
- 週刊乗りものニュースカウントダウン（2021年、乗りものチャンネル/YouTube）ナレーター